# 49. ročník udílení Filmových cen Britské akademie
49. ročník udílení Filmových cen Britské akademie se konal 23. dubna 1996. Ocenění se předávalo nejlepším filmům a dokumentům britským i mezinárodním, které se promítaly v britských kinech v roce 1995.

## Vítězové a nominovaní
Tučně jsou označeni vítězové.
| Nejlepší film | Nejlepší režisér |
| --- | --- |
| Rozum a cit - Babe - galantní prasátko - Šílenství krále Jiřího - Obvyklí podezřelí                                                                            | Michael Radford - Pošťák - Mel Gibson - Statečné srdce - Nicholas Hytner - Šílenství krále Jiřího - Ang Lee - Rozum a cit |
| Nejlepší herec v hlavní role | Nejlepší herečka v hlavní roli |
| Nigel Hawthorne - Šílenství krále Jiřího - Nicolas Cage - Leaving Las Vegas - Jonathan Pryce - V žáru lásky - Massimo Troisi - Pošťák                          | Emma Thompson - Rozum a cit - Nicole Kidman - Zemřít pro... - Helen Mirren - Šílenství krále Jiřího - Elisabeth Shue - Leaving Las Vegas                                                                                           |
| Nejlepší herec ve vedlejší roli | Nejlepší herečka ve vedlejší roli |
| Tim Roth - Rob Roy - Ian Holm - Šílenství krále Jiřího - Martin Landau - Ed Wood - Alan Rickman - Rozum a cit                                                  | Kate Winslet - Rozum a cit - Joan Allen - Nixon - Mira Sorvino - Mocná Afrodité - Elizabeth Spriggsová - Rozum a cit |
| Nejlepší původní scénář | Nejlepší adaptovaný scénář |
| Obvyklí podezřelí - Christopher McQuarrie - Výstřely na Broadwayi - Woody Allen a Douglas McGrath - Muriel se vdává - P. J. Hogan - Sedm - Andrew Kevin Walker | Trainspotting - John Hodge - Babe - galantní prasátko - George Miller a Chris Noonan - Leaving Las Vegas - Mike Figgis - Šílenství krále Jiřího - Alan Bennett - Pošťák - Furioand Giacomo Scarpelli - Rozum a cit - Emma Thompson |
| Nejlepší kamera | Nejlepší britský film |
| Statečné srdce - John Toll - Apollo 13 - Dean Cundey - Šílenství krále Jiřího - Andrew Dunn - Rozum a cit - Michael Coulter                                    | Šílenství krále Jiřího - V žáru lásky - Země a svoboda - Trainspotting |
| Nejlepší původní hudba | Nejlepší zvuk |
| Pošťák - Luis Enríquez Bacalov - Statečné srdce - James Horner - Šílenství krále Jiřího - George Fenton - Rozum a cit - Patrick Doyle                          | Statečné srdce - Apollo 13 - Zlaté oko - Šílenství krále Jiřího |
| Nejlepší produkční design | Nejlepší speciální efekty |
| Apollo 13 - Statečné srdce - Šílenství krále Jiřího - Rozum a cit                                                                                              | Apollo 13 - Babe - galantní prasátko - Zlaté oko - Vodní svět |
| Nejlepší kostýmní design | Nejlepší masky |
| Statečné srdce - Šílenství krále Jiřího - Čas smyslnosti - Rozum a cit                                                                                         | Šílenství krále Jiřího - Statečné srdce - Ed Wood - Rozum a cit |
| Nejlepší střih | Nejlepší cizojazyčný film |
| Obvyklí podezřelí - Apollo 13 - Babe - galantní prasátko - Šílenství krále Jiřího                                                                              | Pošťák - Unaveni sluncem - Bídníci 20. století - Královna Margot |